# Моравски музей
Моравски музей или Моравски земски музей (на чешки: Moravské zemské muzeum, MZM) е национален исторически музей в Бърно, Чехия. Основан е на 29 юли 1817 г., със заповед на император Франц II. Някои от неговите отдели са разпръснати из целия град и включват история на музиката, история на литературата, история на театъра, археология, геология, палеонтология, минералогия и петрография и ентомология. Колекциите му съдържат над 6 милиона статии, които са представителни за различни области в науката.